# Thy Name Is Woman
Thy Name Is Woman, in Nederland bekend als De duivel in de vrouw, is een stomme film uit 1924 onder regie van Fred Niblo. De film is gebaseerd op een toneelstuk van C. Schöner.

## Verhaal
Juan Ricardo is een soldaat die dient voor het Spaanse leger. Hij wordt een promotie naar sergeant aangeboden. Maar om dit daadwerkelijk te mogen zijn, zal hij Guerita moeten verleiden. Guerita is de vrouw van dief Pedro die valt voor de charmes van Juan. De zaken worden gecompliceerder als ook Juan verliefd wordt op Guerita. Als Pedro achter de affaire komt, vertelt hij dit aan de commandant en doodt hij Guerita. Niet veel later sterft hij zelf aan een hartaanval. Juan zal zelf ook terechtgesteld worden, maar wordt gered door Dolores, de dochter van de commandant.

## Rolverdeling
| Acteur            | Personage                    |
| ----------------- | ---------------------------- |
| Ramon Novarro     | Juan Ricardo                 |
| Barbara La Marr   | Guerita                      |
| William V. Mong   | Pedro                        |
| Robert Edeson     | Commandant                   |
| Edith Roberts     | Dolores                      |
| Wallace MacDonald | Kapitein Rodrigo de Castelar |
| Claire McDowell   | Moeder van Juan              |